# Nick Farr-Jones
Nicholas "Nick" Campbell Farr-Jones (Caringbah, 18 de abril de 1962) é um ex-jogador australiano de rugby union que jogava na posição de scrum-half.
Considerado um líder que conseguia impor calma e motivação aos colegas, tornou-se em 1988 o capitão da Seleção Australiana de Rugby, um ano depois de ter participado com ela da primeira Copa do Mundo. Os Wallabies, que eram co-anfitriões, perderam no próprio solo para a França nas semifinais ao fim da partida, que Farr-Jones admitiu que os australianos jogaram como "vagabundos".
A redenção viria no mundial seguinte: na Copa de 1991, a Austrália superou a Irlanda em Dublin nas quartas-de-final, a rival, favorita e detentora do título Nova Zelândia na semifinal e, na decisão, a anfitriã principal Inglaterra em Londres. Farr-Jones era o capitão de um time repleto de outros grandes nomes do rugby union, com destaque para Michael Lynagh, Tim Horan, David Campese e John Eales.<ef name = "scrum"/> Como tal, ele, que se aposentou dois anos depois, entrou em 2011 para o Hall da Fama da International Rugby Board.